# Juraj Miškov
Juraj Miškov, né le 15 avril 1973 à Bratislava, est un homme politique slovaque, membre de Liberté et solidarité (SaS), dont il est vice-président depuis sa fondation, en 2009.

## Biographie
En 1991, il entre à la faculté de philosophie de l'université Comenius de Bratislava, dont il ressort diplômé en 1994, tout en devenant journaliste. Recruté en 1992 par une agence de communication, il intègre la faculté de gestion de l'université Comenius de Bratislava en 1996. Il fonde, en 2000, sa propre agence, et obtient son diplôme de gestion dès l'année suivante.
Ayant participé à la création de Liberté et solidarité en 2009, il en devient vice-président. À la suite des élections législatives de 2010, il est nommé ministre de l'Économie et des Travaux publics le 8 juillet, dans le gouvernement de centre droit d'Iveta Radičová. Au 1er novembre, il perd ses compétences sur les Travaux publics.
Il est remplacé, le 4 avril 2012, par Tomáš Malatinský.